# Silver City (Iowa)
Pour les articles homonymes, voir Silver City.
Silver City est une ville du comté de Mills dans l'Iowa, aux États-Unis. La Wabash Trace, une voie ferrée transformée en piste cyclable passe aujourd'hui par la ville. 

## Démographie
La population de Silver City était de 245 habitants lors du recensement de 2020.

## Histoire
Silver City a vu le jour en 1879 avec la construction du chemin de fer Wabash Railroad à travers ce territoire.
Dans sa période faste, Silver City comprenait un parc à bois, une épicerie, un hippodrome, une bijouterie, une pharmacie et d'autres entreprises. Un carnaval annuel s'y tenait également.